# デッドガールズ
『デッドガールズ』は、GONZOが制作し、2007年8月8日に発売した日本のOVA作品。

## 概要
テレビアニメ『RED GARDEN』（以下『RG』）から数百年後の世界を描いている。
ただし、主要キャラクターである少女4人の性格が『RG』の頃とは大きく異なっている、コメディタッチな演出が多いなど、だいぶ作風が異なっており、続編というよりは番外編といった趣きが強くなっている。
『RG』の登場キャラクターによく似た顔の別キャラクターが随所に登場している。
声優陣の音声は『RG』と同じくプレスコで収録されている。

## ストーリー
未来のニューヨーク。街で噂になっている4人の少女たち「デッドガールズ」は、昼間は学園生活、夜は無敵の賞金稼ぎとして暮らしている。そんな彼女たちが通う学校に、2人の転校生エドガーとルイーズがやってきた。イケてるエドガーを誰が落とすか、4人はいつものように賭けを始める。

## キャラクター

### デッドガールズ
何百年も17歳の時の姿のまま生き続けている、限りなく不老不死に近い女性たち（彼女たちの身体の秘密については、RED GARDENを参照のこと）。賞金稼ぎを行なう時は謎めいた歌を唄いながら現れる。4人とも17歳までの記憶が欠落している。
ケイト・アシュレイ
声 - 富坂晶
デッドガールズのリーダー格＆テーマソング担当。クールな性格で、学校にはほとんど行かない。どこか上品な印象を受けるが、性には奔放。
ローズ・シーディー
声 - 辻あゆみ
デッドガールズの会計担当。学園では生徒会長に相応しい優しく気高い性格を演じており、生徒達のあこがれの的となっている。原作とは違い、彼女も大胆な性格をしている。彼女の言葉によればデッドガールズは過去に幾度と無くキャラを変えて退屈をしのいでいる。
レイチェル・ベニング
声 - 新谷良子
デッドガールズのメカ開発担当。身だしなみに頓着せず、もっぱらメカいじりをしている。TPOをわきまえない発言でローズをあわてさせる。
作中より300年前までは、RED GARDENの時のように華やかな性格だったと語られているが、作中の時点では既に干物女と化している。その為昨今の流行が分からず、120年前のアイメイクが最先端だと思っていた。
クレア・フォレスト
声 - 沢城みゆき
デッドガールズの営業担当。フェロモンを発散して男を惑わすのが趣味。「男は鏡」が信条。

### ルイーズとエドガー
ルイーズ・メイヤー
声 - 福圓美里
謎の転校生。ケイトたちと友達になりたいと願い、接近する。RED GARDENに登場した少女・リーズと良く似た面影を持つ。
不老不死のデッドガールズを自分と同じ境遇だと語るが、その正体はアンドロイドで、本性を剥き出しにして襲い掛かる。
エドガー
声 - 子安武人
謎の転校生。ルイーズのことを妹と呼んでいる。彼女のことを愛している。RED GARDENに登場した青年・エルヴェと良く似た顔立ち。
ルイーズとは違いただの人間であり、彼女のそばにいたいと願うもアンドロイドであるルイーズとは流れる時が違う為、冷たくあしらわれていた。

### その他の登場人物
RED GARDENに登場した人物に良く似た顔立ちをしているが、あくまでも別の人たち。
バーガー屋おやじ
声 - 塩屋浩三
デッドガールズに賞金稼ぎの仕事を手配する。何者かによって殺され、死体となって発見される。
ルーク
声 - 増田裕生
宝石店などを狙うギャングの一人。
サム
声 - 白鳥修馬
ギャングの一人。レイチェルとは知り合い。
おばさん
声 - 田中理恵
ご近所の噂好き。
生徒A
声 - 小林恵美
劇中ではポーラと呼ばれている。ローズにあこがれる生徒の一人。
生徒B
声 - 後藤沙緒里
劇中での名前はジェシカ。
バーガー屋兄さん
声 - 飯田利信
おやじの後任。名前は出てこない。
刑事クロード
声 - 辻親八
事件多発で忙しい。同僚のニールと共に、デッドガールズを目撃する。
刑事ニール
声 - 上田陽司
多忙の余り彼女と別れたらしい。

## スタッフ
- 原作・アニメーション制作 - GONZO
- 企画 - 村濱章司
- 監督・絵コンテ - 松尾衡
- 脚本 - 岡田麿里
- キャラクター原案・メカニックデザイン・アイキャッチイラスト - 藤純
- キャラクターデザイン・総作画監督 - 石井久美
- メカニックデザイン - 城前龍治、仲盛文、羽根広舟
- メカ作監・3D監修 - 川原智弘
- 美術監督 - 甲斐政俊
- 特殊効果・色彩設計 - 古市裕一
- ビジュアルコーディネーター - 佐々木研太郎
- 撮影監督 - 石黒晴嗣
- 3DCGディレクター - 馬場昭史
- 編集 - 三嶋章紀
- 音響監督 - 亀山俊樹
- 音楽 - 千住明
- 音楽プロデューサー - 藤田純二、能勢美樹子
- 音楽制作 - フューチャービジョンミュージック
- 協力 - excite、H.I.S.、美容室TAYA、まんが喫茶マンボー、COSPA、REVELIZE NERD STANDARD、robot（ワニマガジン社）
- アシスタントプロデューサー - 島居理恵
- アソシエイトプロデューサー - 篠崎真哉
- プロデューサー - 小林正樹、根岸悟、坂本耕作、難波秀行
- エグゼクティブプロデューサー - 吉田悟
- アニメーションプロデューサー - 鷹木純一
- 製作 - トライネットエンタテインメント、GDH

## 各話リスト
| 話数 | サブタイトル | 演出     | 作画監督 |
| ---- | ------------ | -------- | -------- |
| 前編 | 不死蝶       | 市村徹夫 | 小林理   |
| 後編 | 赤い庭       | 松尾衡   | 中村深雪 |

※一部のインターネット動画配信では前・後編を分けず一挙放送した。

## 放送局
※ 放送時間はすべて日本標準時 (JST)
| 放送局 | 放送日時              |
| ------ | --------------------- |
| AT-X   | 2007年8月26日 24:00 - |

- このほか、インターネット動画配信サイト・アニメイトTV・GyaO・BIGLOBEにて無料配信された（2007年8月3日13時から6日10時まで、各サイトで24時間ずつリレー先行配信）。